# Remusatia hookeriana
Remusatia hookeriana är en kallaväxtart som beskrevs av Heinrich Wilhelm Schott. Remusatia hookeriana ingår i släktet Remusatia och familjen kallaväxter. Inga underarter finns listade.